# Deutsche Versicherungspresse
Die Deutsche Versicherungspresse – Zeitschrift für das gesamte Versicherungswesen war eine traditionsreiche deutsche Versicherungsfachzeitschrift.
Sie erschien von 1872 bis 1943. Ab 1927 erschien sie mit den Beilagen Die Transportversicherung, Rückversicherungs-Rundschau, Wirtschaftlicher Beobachter, Die Werbe-Praxis, Rechtsspiegel, Auslands-Assekuranz, Assekuranz-Feuilleton und Der Schaden-Korrespondent.
1943 wurde sie mit dem Deutschen Versicherungs-Dienst, Neumanns Zeitschrift für Versicherungswesen, und mit der Deutschen Versicherungs-Zeitung zu einer Gemeinschaftsausgabe mit dem Titel Deutsche Versicherung zusammengelegt, die bis 1944 bestand.